# Kaby Lake
Kaby Lake és el nom en clau d'Intel per a la seva família de microprocessadors Core de setena generació anunciada el 30 d'agost de 2016. Igual que l'anterior Skylake, Kaby Lake es produeix mitjançant una tecnologia de procés de fabricació de 14 nanòmetres. Trencant amb l'anterior model de fabricació i disseny " tic-tac " d'Intel, Kaby Lake representa el pas optimitzat del nou model d'optimització de processos, arquitectura. Kaby Lake va començar a enviar als fabricants i OEM el segon trimestre de 2016, amb els seus xips d'escriptori llançats oficialment el gener de 2017.

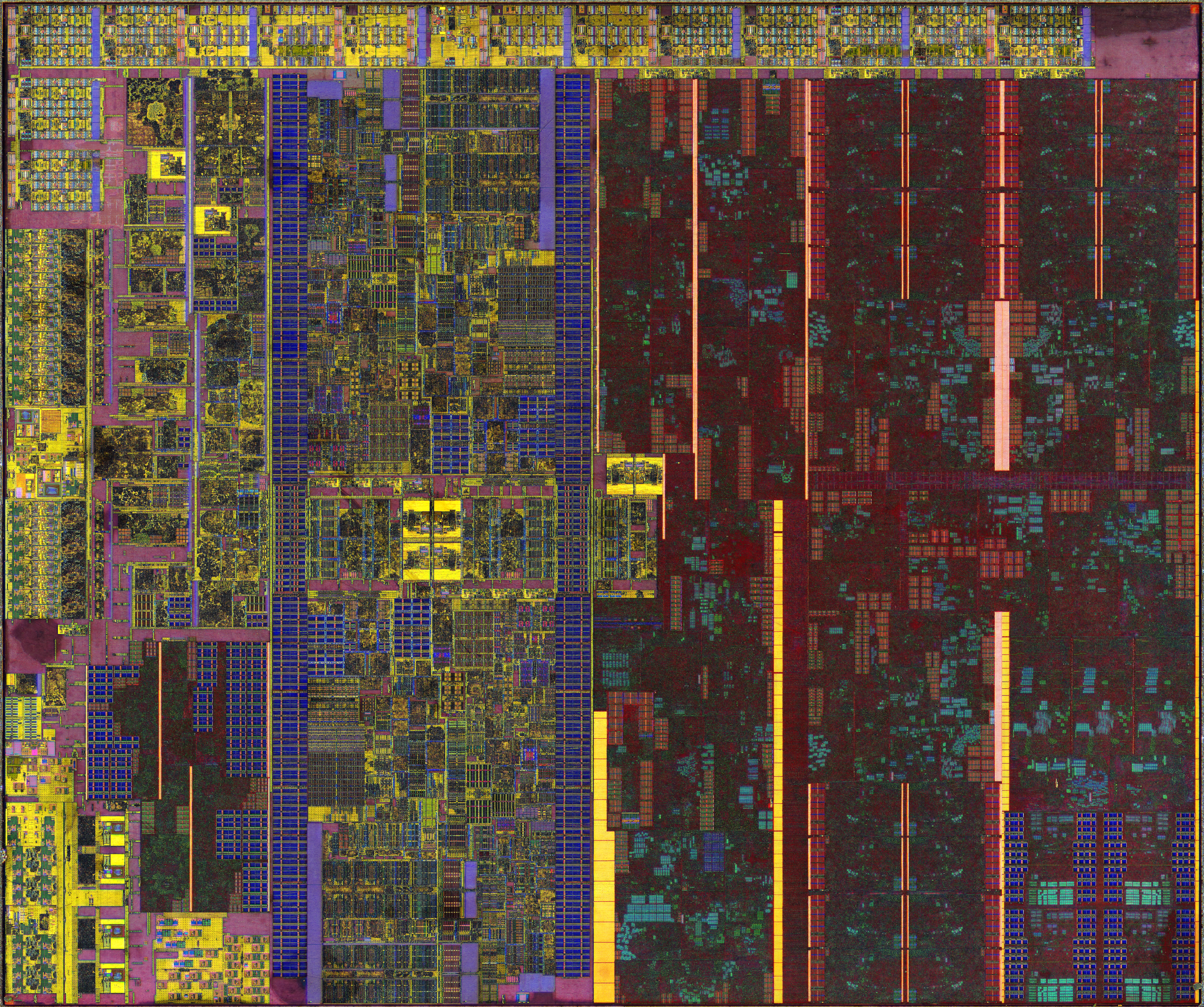
Intel Celeron G3930 encunyat

L'agost de 2017, Intel va anunciar Kaby Lake Refresh (Kaby Lake R) comercialitzat com les CPU mòbils de vuitena generació, trencant el llarg cicle on les arquitectures coincideixen amb les generacions corresponents de CPU. S'esperava que Skylake fos succeït pel Cannon Lake de 10 nanòmetres, però el juliol de 2015 es va anunciar que Cannon Lake s'havia endarrerit fins a la segona meitat de 2017. Mentrestant, Intel va llançar un quart 14 generació nm el 5 d'octubre de 2017, anomenada Coffee Lake. Cannon Lake finalment sorgiria el 2018, però només es va llançar una única CPU mòbil abans que es deixés de fabricar l'any següent.

## Història del desenvolupament

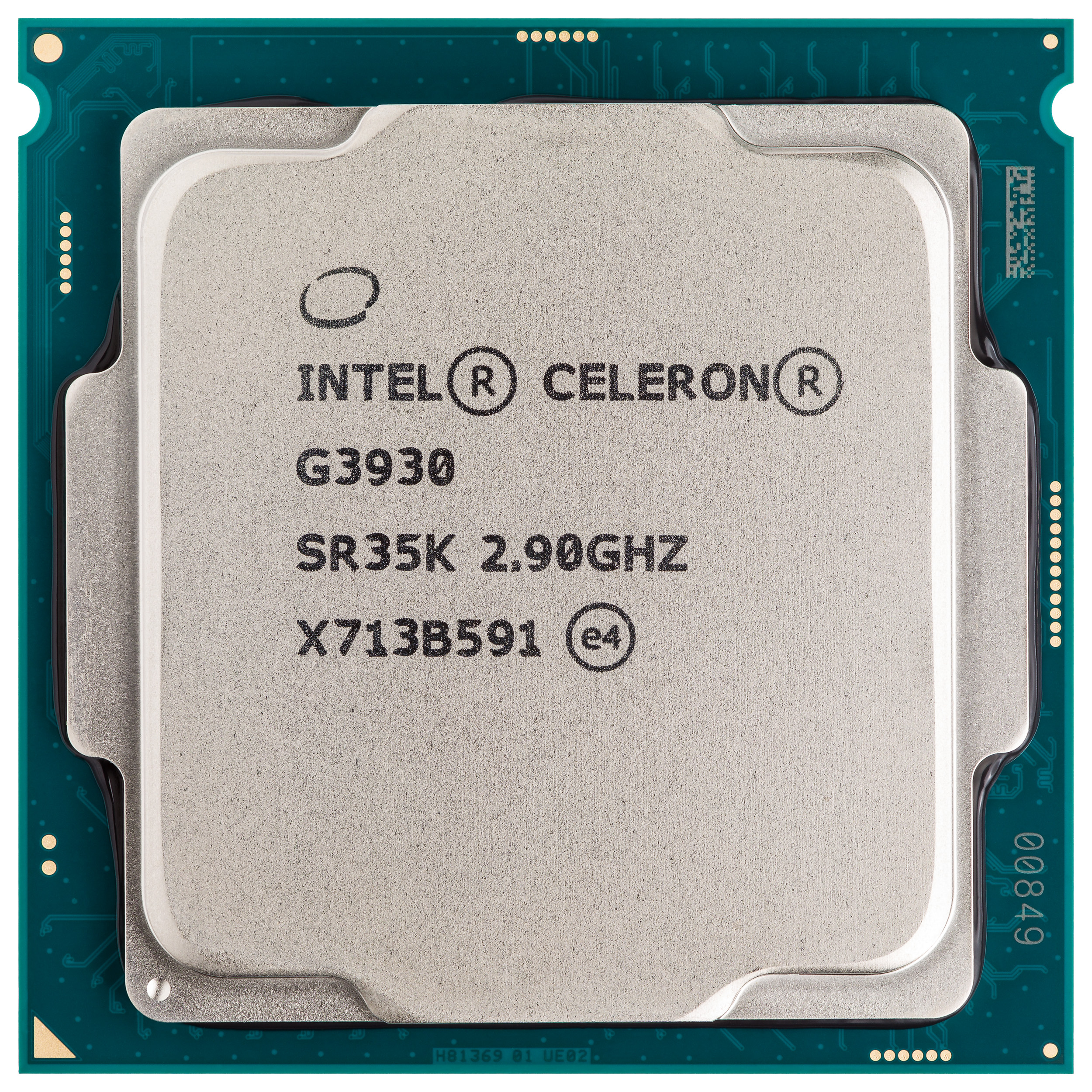
Vista superior d'Intel Celeron G3930

Igual que amb els processadors Intel anteriors (com ara el 8088, Banias, Dothan, Conroe, Sandy Bridge, Ivy Bridge i Skylake), el desenvolupament de Kaby Lake va ser liderat per l'equip israelià d'Intel, amb seu a Haifa. El gerent d'Intel Israel Development Centers, Ran Senderovitz, va dir: "Quan vam començar el projecte, només estàvem pensant en millores bàsiques de la generació anterior. Però vam començar a mirar les coses d'una altra manera amb molta innovació i determinació i vam aconseguir millores importants. " Va afegir que el rendiment dels xips de setena generació es va millorar un 12% per a les aplicacions i un 19% per a l'ús d'Internet en comparació amb els xips de sisena generació. Els punts de referència de tercers no confirmen aquests percentatges pel que fa als jocs.

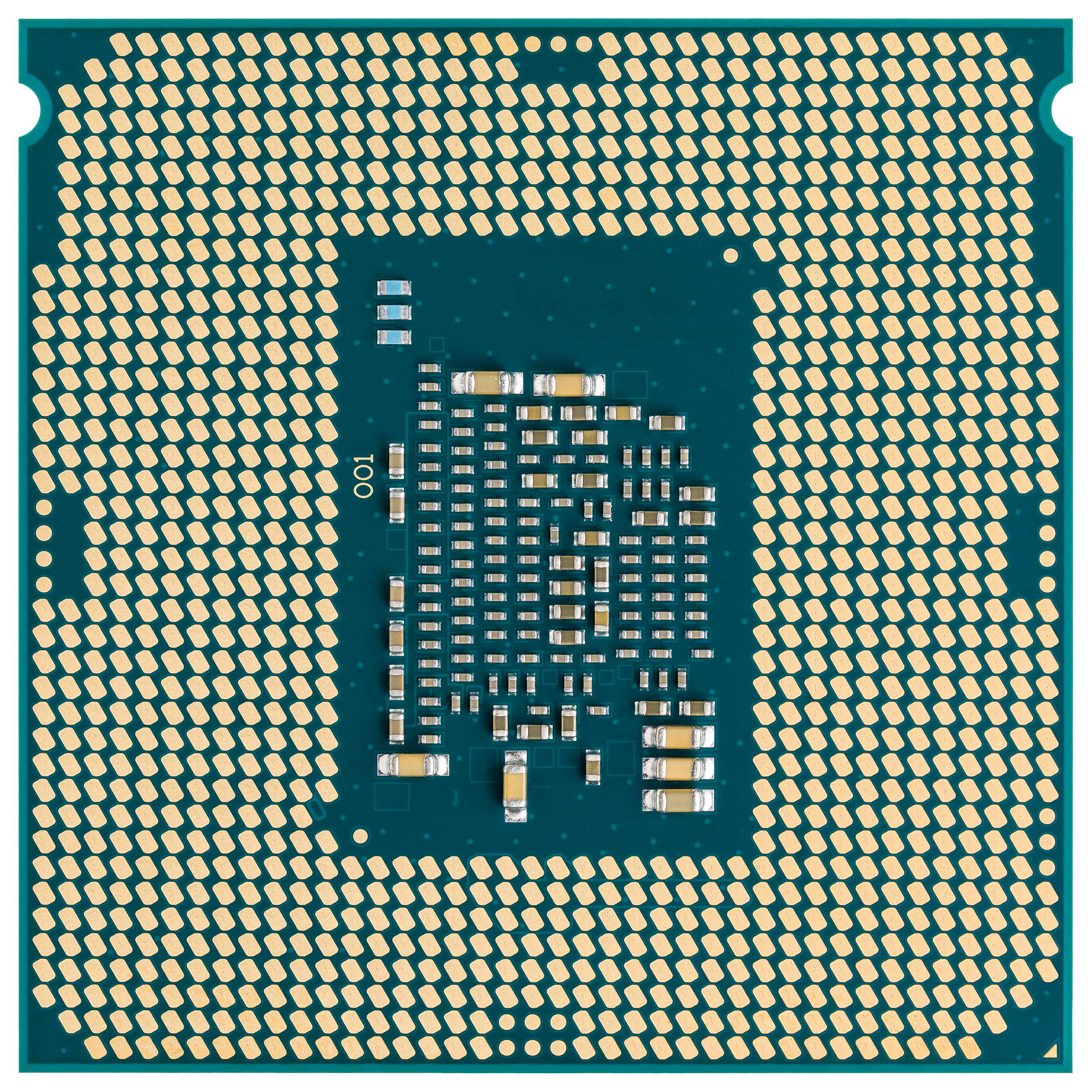
Vista inferior d'Intel Celeron G3930

## Característiques
Construït sobre un 14 millorat procés nm (14FF+), Kaby Lake ofereix velocitats de rellotge de CPU més ràpides, canvis de velocitat de rellotge i freqüències turbo més altes. Més enllà d'aquests canvis de procés i velocitat de rellotge, poc de l'arquitectura de la CPU ha canviat de Skylake, donant lloc a un IPC (Instruccions per rellotge) idèntic.
Kaby Lake inclou una nova arquitectura gràfica per millorar el rendiment en gràfics 3D i reproducció de vídeo 4K. Afegeix suport natiu HDCP 2.2, juntament amb la descodificació de funcions fixes de H.264 (AVC), HEVC Main i Main10/10-bit, i vídeo VP9 de 10 i 8 bits. La codificació de maquinari és compatible amb el vídeo H.264 (AVC), HEVC Main10/10-bit i VP9 de 8 bits. La codificació VP9 de 10 bits no és compatible amb el maquinari. Ara s'admeten tant OpenGL 4.6 com OpenCL 3.0.
Kaby Lake és la primera arquitectura Core que admet hiperprocés per a la SKU de CPU d'escriptori de la marca Pentium. Kaby Lake també inclou la primera CPU de marca i3 habilitada per overclocking.

## Canvis d'arquitectura en comparació amb Skylake
Kaby Lake té el mateix nucli de CPU i rendiment per MHz que Skylake. Les característiques específiques de Kaby Lake inclouen:

### CPU
- Intel afirma un rendiment/Watt 10 vegades superior a Nehalem (de 8x a Skylake)
- Augment de la velocitat del rellotge en alguns models de CPU
- Canvis de velocitat de rellotge més ràpids (tecnologia Intel Speed Shift millorada): la CPU necessita menys temps per passar d'una freqüència a una altra, per exemple , d'un estat de baixa potència a un estat d'alt rendiment ; en conseqüència, això pot comportar un augment. en rendiment i capacitat de resposta

### GPU
- Gen 9.5 (a partir de Gen 9)
  - Afegiu suport per a Microsoft PlayReady 3.0
  - HDCP 2.2
  - Afegiu DisplayPort incrustat 1.4 (a partir de 1.3)
- Nucli gràfic millorat: descodificació HEVC/ VP9 de maquinari complet amb funció fixa (incloent-hi 4K@60fps/10bit); codificació HEVC de maquinari millorada; Funció fixa de maquinari completa codificació VP9 de 8 bits; velocitats de rellotge de GPU més altes per a CPU seleccionades

### E/S
- Xipset de la sèrie 200 (Union Point) al sòcol 1151 (Kaby Lake és compatible amb plaques base de chipset de la sèrie 100 després d'una actualització de la BIOS)
- Fins a 16 carrils PCI Express 3.0 des de la CPU, 24 carrils PCI Express 3.0 des de PCH
- Suport per a la memòria cau d'emmagatzematge Intel Optane (només a les plaques base amb els chipsets de la sèrie 200)
- Suport per a instruccions PTWRITE per escriure dades en un flux de paquets Intel Processor Trace